# 中国の核実験
中国の核実験では、中華人民共和国による核実験について概説する。

## 概要
毛沢東はアメリカによる日本への原子爆弾投下以来、原子爆弾を持ちたいと強く願い続けたといわれる。朝鮮戦争中にアメリカから核攻撃を暗示された際に毛沢東はスターリンに原爆製造技術供与を要請した。この時にソ連側は技術供与に消極的だったが、後の1954年の台湾海峡危機やハンガリー動乱を巡るソ連内部の政治混乱を機会に、中国はソ連からの技術供与交渉に成功する。さらに核研究で先行したアメリカ・イギリス・フランス・ドイツから帰国した科学者（両弾一星）も中国の核開発に貢献した。
1960年代初頭に設立した第9学会（北西核兵器研究設計学会）により、核兵器の開発が進められた。1964年10月16日に新疆ウイグル自治区のロプノール湖にて初の核実験が、1967年6月17日には初の水爆実験が行われて中国はアジア初の核保有国となった。チベットとともに核廃棄物の処分場も設置され、周辺住民への被曝が問題視されている。この処分場についても中国政府は安全性を主張するのみで、公式の放射能汚染や健康被害リスクの調査などは実施していない。
中国政府はこれまで46回におよぶ核実験を行ったと公式発表しているが、実際は、小規模の実験も含め、同地における核実験は50回以上に及ぶと推定されている。 1980年10月16日に最後の大気圏内核実験が行われ、1996年7月29日に最後の地下核実験が行われた。

## 歴史

### ソ連への技術供与交渉
毛沢東はアメリカによる日本への原子爆弾投下に魅了され、原子爆弾を持ちたいと強く願い続けたといわれる。財政部長薄一波によれば毛沢東は1950年代前半を通じて、すべての会議において中国による原爆所有について言及していた。しかし毛沢東は外交的配慮から、対外的には原爆への渇望を隠蔽し、「原爆など不要、人民に頼るべき」と発言しており、1946年には「張り子の虎」発言を行っている。しかしスターリンは中国への技術供与を了承しなかった。
1949年8月29日、ソ連最初の核実験RDS-1がセミパラチンスク核実験場で行われた。実験を指揮したのは核物理学者のイーゴリ・クルチャトフだった。この成功によりアメリカによる「核兵器独占」状態は終了する。
1950年から開始されていた朝鮮戦争中の1953年2月2日にアメリカ合衆国のアイゼンハワー大統領が一般教書演説において、中国への原爆投下の可能性について言及し、中国に対して核使用による脅迫を行ったため、毛沢東はスターリンに対して原子爆弾の技術提供を要求する口実ができた。毛沢東は中国の核物理学者銭三強をモスクワへ派遣するが、ソ連側はこれを拒絶する。しかし銭三強は以降もソ連の核研究施設に入れてもらうよう交渉を三か月も続けた。1950年の中ソ友好同盟相互援助条約には核兵器に関する協定は含まれていなかった。
スターリンは中国に核兵器を持たせたくなかったことも手伝って、朝鮮戦争の終結を決断したといわれる。スターリンは終結予定日は1953年2月28日とすることをソ連指導部に伝えた。しかし3月5日、スターリンは心臓発作で死去する。なおスターリンは毛沢東を日本のスパイと疑っていたともいわれる。
スターリン死後、ソ連指導部は西側諸国との緊張緩和を目指し、中国へも停戦に協力するよう説得を始めた。しかし毛沢東は原爆を渇望するあまり朝鮮戦争の継続に固執した。結局、米軍が細菌兵器を使用したというプロパガンダを巡ってソ連政府は中国政府を威嚇して、毛沢東は5月にようやく停戦に応じた。毛沢東が朝鮮戦争の終結に同意したため、ソ連新クレムリンは中国に大型工業計画を売却する。これを受けて6月15日、毛沢東は軍事大国を目指した第一次五か年計画を提起する。
1953年8月12日にソ連は水爆装置実験RDS-6を行う。核融合は失敗している。
翌1954年7月に中国は台湾侵攻を開始する（台湾海峡危機）が、これは再びアメリカとの対立を作ることで、ソ連に原爆製造技術を要請するためであった。9月3日には金門島に砲撃を開始する。10月1日にソ連代表ニキータ・フルシチョフが訪中するが、これはスターリン時代には考えられないことだった。フルシチョフは15企業の売却と5億2000万リーブルの借款を約束した。原爆については毛沢東が強く交渉し、ソ連側は中国の原子炉建設援助を不承不承承諾した。

### 核開発12年計画
1955年1月には広西省でウラン鉱床が確認され、1月14日には毛沢東はウラン鉱石の実物を見て、「我が国の自力による原爆製造のできるだけ早い実現」を乾杯したという。翌日の1月15日の中国共産党中央委員会会合で、毛沢東は核兵器とそれに関連するミサイルを含めた、中国独自の戦略兵器の開発を宣言した。中国核兵器計画はコードネーム「02」として扱われた。
| 「 | 我们不但要有更多的飞机大炮、而且还要有原子弹。在今天这个世界上、我们要不受人家欺侮、就不能没有这个东西。 "我々は航空機や大砲だけでなく、原子力爆弾も必要としている。今日のこの世界では、他国からの虐げを回避する手段は、それ(暗に"核"を指す)無くして有り得ない。" | 」 |

1955年4月にはソ連からサイクロトロンと原子炉を中国のために建設することに同意。毛沢東はこの年に「核開発12年計画」を策定し、またフィンランド大使に「アメリカの原爆では中国人を一掃するには数が足りないだろう。たとえアメリカの原爆が中国に落とされても、たとえ地球に大穴が開いても、あるいは地球が粉々に吹き飛ばされたとしても、太陽系にとっては大きなことかもしれないが、宇宙全体から見ればとるにたらない」と発言している。
1955年11月22日、ソ連が初の水爆実験RDS-37および核の平和利用実験を行った。
核開発12年計画と合わせて翌1956年1月には農業12年計画を立案したが、その実現不可能性に対して周恩来が反対し、計画を修正した。1956年2月24日にはフルシチョフによるスターリン批判が始まっており、中国政府幹部はソ連の失敗を教訓化するよう毛沢東に進言した。スターリン批判はハンガリー動乱を引き起こす。
1956年10月8日、赤狩りによってアメリカから国外退去となった銭学森を所長として国防部第5研究所（現：中国運載火箭技術研究院）が設立された。研究所は中国初の弾道ミサイルの開発を始め、計画は1956年3月1日に最初の「中国航空宇宙の12か年計画」として承認された。

### ソ連からの技術供与の背景
1957年6月にはモロトフらスターリン派がフルシチョフ政権の転覆を企てるなどし、ハンガリー動乱はソ連全体を揺さぶっていた。各国の共産党指導者はフルシチョフを支持したが毛沢東は簡単には承諾せず、原爆製造技術供与を交換条件に付け加えた。ソ連側はこれに応じ、10月15日モスクワは中国に原爆製造の模型提供を約束する協定に署名した。「ソ連原爆の父」といわれるイーゴリ・クルチャトフの反対を押し切り、フルシチョフは、エフゲニー・ヴォロビエフを中国に派遣し、さらにR-2短距離地対地ミサイル二基を提供した(R-2は元々はソ連がドイツのV2ロケットを改良した)。このときに中国の核科学者は60人から6000人に増大している。ミコヤンは「ソ連は中国のために核兵器工場を建設した」とのちに証言している。なお中国側が投資した金額は原爆製造だけで41億米ドル(1957年当時の価値）にのぼったとされる。
1957年10月4日にソ連による人類初の人工衛星、スプートニク1号が打ち上げられた。これはスプートニク・ショックともよばれ、ソ連による大陸間弾道ミサイルによるアメリカ本土攻撃の可能性も示唆する出来事で、西側諸国に衝撃が走った。パニックに陥ったアメリカは、翌1958年までにアメリカ航空宇宙局（NASA）を設立し、マーキュリー計画などを開始し、ソ連との間で宇宙開発競争がはじまる。毛沢東はソ連のスプートニク1号に刺激され、中国も人工衛星を作りたいと願っている。
1957年11月2日にモスクワで開催された共産主義諸国サミットにおいて毛沢東は「戦争が起こったら、何人の人間が死ぬか。世界には27億の人間がおります。その三分の一はなくなってもいい。あるいは半分を失ってもいい。しかし帝国主義は完全に打ち倒されて世界全体が社会主義になる」と演説、参加国は衝撃を受けたといわれる。
毛沢東は1958年5月17日の共産党国民会議の場で、「581計画」を発表し、建国10周年記念の1959年までに人工衛星を軌道上に打ち上げる（我们也要搞人造卫星）ことによって、他の超大国と同等の存在になるべきだと決定した。この計画はまず観測ロケットを発達させ、次に小型の人工衛星を打ち上げ、最後に大型の衛星を打ち上げるという三段階によって達成される予定だった。
1958年4月、中国初のミサイル実験基地、20基地の建設が始まり、同年10月20日には利用可能となっていた。
1958年8月23日には再び台湾を攻撃し、第二次台湾海峡危機となったが、これは原子力潜水艦関連の技術をソ連から供与することが目的だったとされる。
中国初のミサイルは1958年10月、R-2をリバースエンジニアリングして複製したミサイルであり、射程は590 km、重量は20.5 トンであった。
1959年2月にソ連は原子力潜水艦関連の技術供与に承諾するが、ソ連側には中国の態度に不信感を強めていた。前年1958年9月にアメリカ製の空対空ミサイルサイドワインダーが不発のまま中国に着弾した際にソ連側が調査を依頼したが、中国側は「そのようなものは発見できなかった」と回答してきた。これを受けて、フルシチョフは1959年2月にR12ミサイルに関する情報移転を差し止めた。すると、中国側はすぐに「サイドワインダーミサイルが見つかった」と報告してきた。しかしミサイルはすでに中国側によって分解されており、誘導システムは取り去られていた。このような中国側の態度に際してフルシチョフは核開発技術移転をスピードダウンするように命じ、1959年6月20日には原爆関連の援助を中止した。
1959年9月にアメリカとの緊張緩和を模索するフルシチョフは訪米する。これに際して毛沢東は世界的に毛沢東思想を宣伝する機会とした。同1959年9月にインドとの間で中印国境紛争が起きた。また印パ戦争においてはパキスタンを中国が軍事援助し、インドをソ連が支援していた。
ソ連側の技術供与で中国初の観測ロケットT-7は1960年2月19日に南匯区の射場より打ち上げられ、成功した。

### 中ソ対立
1960年6月5日に北京で開かれた「世界労働組合連盟」会議において、中国は反ソ連の世論を作ろうとした。「フルシチョフの平和共存論は間違いで、資本主義が存在する限り戦争は不可避である」と主張、ソ連側は「中国はわれわれの顔につばを吐きかけた」として、中ソ関係は対立状態を深めた（中ソ対立）。6月21日のブカレストの会議では、ソ連は中国の主戦論を批判し、フルシチョフは帰国後、1000人以上のソ連人顧問を中国から帰国させ、援助停止を行った。
ソ連の専門家が中国を離れた僅か17日後の1960年9月10日、中国製推進剤が使われたR-2ロケットが打ち上げに成功した。その二ヵ月後、中国の短距離弾道ミサイル東風1号の初の打ち上げが1960年11月5日に行われ成功した。1962年3月21日には準中距離弾道ミサイル東風2号が初めて試射されたが、失敗した。
1962年11月には中印国境紛争において大規模な衝突が発展、中国軍が勝利する。戦後、インドは核開発を開始する。
冷戦が激化していく中、毛沢東は1963年12月に中国のミサイル防衛システム能力を開発することを決定する。1964年2月2日の会議では「640指示」（後の640計画として知られる）が承認された。

### 第9学会
核兵器の開発は、1960年代初頭に設立した第9学会（北西核兵器研究設計学会）により進められた。第9学会とは、中華人民共和国第九局（核兵器製造機関）北西核兵器研究設計学会が海北チベット族自治州に核開発のために設立した最高機密の研究都市で、221工場とも呼ばれる。第9学会で開発製造された核兵器は中国-インド国境に近いチベット自治区などに配備されている。221工場は1992年に閉鎖され、跡地は「愛国主義教育示範基地」となっている。

### 中国初の原爆実験と核兵器装備
1964年6月29日、東風2号の改良型東風2号Aの発射試験が成功(のち1966年には配備が始められた）。続いて7月19日、観測ロケットT-7A(S1)の打ち上げと回収に成功。生物学的実験のため8匹の白鼠を搭載して、603基地（安徽広德誓節渡中国科学院六〇三基地）より打ち上げられた。
そして1964年10月16日、第9学会で開発された初の中国核兵器（コードネーム596）が核爆発に成功した。中国の最初の原爆実験となった(596参照)。東京オリンピックの開催中の出来事であった。
同10月27日には、核弾頭を装備した東風2号Aミサイルが酒泉衛星発射センターより発射され、20キロトンの核弾頭がロプノールの標的上空569mで爆発した。
翌1965年には、中国政府はマレーシアのイギリス連邦加入をめぐって、マレーシアと緊張関係にあったインドネシアのスカルノ政権に対して、核開発技術の供与を申し出ている。
- 1966年11月山西省に国内二ヶ所目となる弾道ミサイル発射実験場、華北ミサイル試験場（华北导弹试验场）建設が決定する。
- 1966年12月26日、中国は初の中距離弾道ミサイル東風3号の試験に成功する。
- 1967年3月、開発中の092型弾道ミサイル潜水艦にあわせて、潜水艦発射弾道ミサイル巨浪1号の検討開始。
- 1967年6月17日、威力2メガトンの熱核爆発で、爆発高度地表130メートルの核実験が行われた。
- 1967年7月14日、米ソの宇宙開発競争が展開するなか、中国独自の有人宇宙計画を決定した[31]。
- 1967年12月27日、威力3メガトンの核熱爆発の空中核実験が行われた。
- 1968年1月に中国初の有人宇宙船が曙光1号と名づけられた[32]。
- 1968年4月1日、航天医学工程研究所が設立され、中央軍事委員会は宇宙飛行士選定の指令を出した。また、ソ連という新たな脅威に対応して、国境から離れた西昌市の山間部に新しい射場の建設構想が浮上し、西昌衛星発射センター（27基地）建設が決定した。
- 1968年8月、初の衛星打ち上げロケット、風暴1号（风暴一号）の開発が上海第二機械電気産業局（Shanghai’s 2nd Bureau of Mechanic-Electrical Industry）で始まる。ロケットの2段目は東風5号を利用した。数ヵ月後、東風5号をベースにした衛星打ち上げロケット長征2号の開発が北京の第一宇宙学会（First Space Academy）で始まる。東風4号は長征1号の1段目と2段目に使用され、3段用は固体ロケットモータを新たに開発した。
- 1969年9月29日、威力3メガトンの熱核兵器の空中実験が行われた。
- 1969年11月16日、長征1号初発射、失敗に終わる[33]。
- 1970年 4月24日、軍属の酒泉衛星発射センターから長征1号が打ち上げられ、中国初の人工衛星東方紅1号の打ち上げに成功する。
- 1970年10月14日、威力3メガトンの熱核兵器の空中実験が行われた。
- 1971年3月3日、最後の長征1号を使用して中国2つ目の人工衛星、磁気センサと宇宙線/X線検知器を搭載した実践1号を打ち上げた。
- 1973年6月27日、航空機からの投下で、威力2.5メガトンの熱核兵器実験が行われた。カザフスタンの報告によると爆発高度は1000メートルである。
- 1976年11月17日、地表での威力4メガトンの熱核兵器実験が行われた。
- 1986年に092型原子力潜水艦（夏級）艦番号406に南京晨光集団有限責任公司（307工場）で組み立てられた巨浪1号がミサイル配備された。

### チベット高原への核装備
中国は、1970年初頭から1971年にかけて核兵器をチベット高原に輸送し、青海省アムドの北西部先端にあるツァイダム盆地にDF-4ミサイル発射用地を完成させ、核ミサイルを配備した(チベット亡命政府 1998, 2章)。現在もチベット四川省のツァイダム(二カ所)、テルリンカ、青海省と四川省の境界の四カ所にミサイル発射用地が整備されている。
- 小ツァイダム(Xiao Qaidam,Smaller Tsaidam[35])には、射程4,500〜7,000キロメートルの「東風―4」（DF-4）が配備、緊急時には大ツァイダム(Da Qaidam ,Larger Tsaidam[36]に核ミサイルが移送される。
- チベット高原の、青海省と四川省の境界上には、新ミサイル部門が設立、4基のDF-5ミサイルが配備。
- テルリンカ(Delingha ,Terlingkha [37])には、DF―4、および大陸間弾道ミサイル(ICBM)が格納[38]。テルリンカはアムドにある4つのミサイル発射用地の連隊本部でもある。
- ナクチュカ基地には、大陸間弾道ミサイル20基と準中距離弾道ミサイル(MRBM)70基が配備、ミサイルはナクチュカの南東25kmのリスル山の地下に格納(GlobalSecurity.org)。
- ペロック峡谷のあるタゴ山[39]や、ラサのドティ・プゥ[40]にもミサイル格納。

また、地下核実験によって核保有を宣言している(印パ戦争#両国の核保有参照)。
核兵器開発と人工衛星の打ち上げに成功した中国は、曙光1号によって1973年までに2名の宇宙飛行士を目標とした有人宇宙計画「714計画」に着手したが、政治的混乱により中止。
- 1972年8月10日、新しい衛星打ち上げロケット風暴1号が打ち上げされるが部分的成功にとどまる[41]。
- 1974年11月5日、曙光1号を打ち上げる予定で設計されていた長征2号Aが初試験され、中国初の回収式衛星FSW-0-0（返回式卫星）が打ち上げられるが失敗する。
- 1975年11月26日、長征2号Aの改良型長征2号Cが、回収式衛星FSW-0-1の打ち上げに成功。

### 鄧小平時代・冷戦後
1976年9月9日の毛沢東の死後、鄧小平が1977年より中国の新指導者として復活する。
- 1979年、初の遠望型衛星追跡艦が任命される。長征ロケットシリーズの更なる発展が進められ、商業衛星打ち上げも活発化し、海外の衛星も打ちあげるようになる。
- 1980年10月16日、ロプノールで最後の大気圏内核実験。
- 1986年3月に「863-2宇宙航空計画」が提案。後にスペースプレーン案は却下され、代わりにシンプルな宇宙カプセル案が採用されたがこれは実現されなかった。
- 1988年7月5日、航空航天工業部（MOS）が設立[42]。
- 1992年、921計画
- 1992年5月11日、威力1メガトンの地下核実験が行われた。
- 1993年6月、中国国家航天局と中国航天工業公司が設立[42]。
- 1995年1月26日、西昌衛星発射センターより打ち上げられた長征2E型は打ち上げ直後に爆発。20人の村民が死亡[43]。
- 1996年2月15日西昌衛星発射センター長征3号Bの初打ち上げ中に、ロケットが突然進路から大きく外れ、発射台から1,850m 離れた山村に衝突、公式発表によれば80の民家が破壊され、非公式の中国メディア発表では500人以上の市民が死亡した[44]。
- 1996年7月29日、ロプノールで最後の地下核実験。
- 1999年10月14日、ブラジル国立宇宙研究所と共同開発の資源探査衛星（中国・ブラジル地球資源衛星）が打ち上げられた(2003年と2007年にも[45])。
- 1999年11月20日、中華人民共和国建国50周年記念に中国は神舟1号を打ち上げ。
- 2003年10月15日、神舟5号を打ち上げ世界で3番目に自力で有人宇宙飛行に成功。
- 2007年1月11日、自国の老朽化した気象衛星風雲1号C型を衛星攻撃兵器で破壊し、各国から懸念された[46]。
- 2007年10月24日、嫦娥計画のもと初の月探査機嫦娥1号が打ち上げ、月軌道に到達した5番目の国となった。
- 2008年9月25日、神舟7号打ち上げ成功。
- 2011年8月18日、実践11号04星をのせた長征2号Cの打上げに失敗。
- 2011年9月29日、宇宙ステーションの試験機である天宮1号打ち上げられる。
- 2020年4月16日、中国がいまだに核実験を秘密裏に行い続けている可能性があるという報告書が米国務省に提出[47]。
- 2021年4月29日、実用版の中国宇宙ステーションが打ち上げられる。

## ロプノールでの核実験
1960年代よりロプノール地域は核実験場として使われ、1996年までに核実験が45回実施された。そのうち23回が大気圏内核実験でロプノールの北西約100km地点、22回が地下核実験でロプノールの北西約220km地点で行なわれた。1950年代から1960年代にかけてロプノール付近は軍事上の立ち入り禁止区域となり、1980年代に立ち入り禁止が解除された。
- 1964年10月16日 初の核実験。
- 1967年6月17日 初の水爆実験。
- 1980年10月16日 最後の大気圏内核実験。
- 1996年7月29日 最後の地下核実験。

キャンベラのオーストラリア地質調査協会 によって1996年の核実験の規模が1-5キロトンであったことが明らかにされた。

### 高田純による調査報告
核防護学者高田純札幌医科大学教授による2002年8月以降の調査で、中国がウイグル地区で実施した核実験によって、同自治区のウイグル人を中心に19万人が急死し、急性放射線障害など健康被害者は129万人にのぼり、そのうち、死産や奇形などの胎児への影響が3万5000人以上、白血病が3700人以上、甲状腺がんは1万3000人以上に達すると発表された(高田純 2008)。また、被害はシルクロード周辺を訪れた日本人観光客27万人にも及んでいる恐れがあり、影響調査が必要であると同教授は指摘している。
高田教授による調査は、1996年までの中国の46回の同地区における核実験の爆発威力や放射線量、気象データや人口密度などを基礎データとした。楼蘭遺跡の近くで実施されたメガトン級の核爆発では高エネルギーのガンマ線やベータ線、アルファ線などを放射する「核の砂」が大量に発生、東京都の136倍に相当する広範囲に及んだ。同教授によれば、中国の核実験は、核防護策がずさんで、被災したウイグル人への医療ケアも施されずに、広島原爆被害の4倍を超える被害者を出している。
高田教授は「人道的にもこれほどひどい例はない。中国政府の情報の隠蔽も加え国家犯罪にほかならない」と批判した。

### ウイグルのアニワル医師の見解
このような状況の中で「（中国政府に）実験のモルモットにされた」と訴えるウイグル人も現れており、ウイグル人医師アニワルは、「中国では被曝者が団体を作ることも抗議デモをすることも許されないし、国家から治療費も出ない。中国政府は『核汚染はない』と公言し、被害状況を隠蔽しているので、海外の援助支援団体も入れない。原爆症患者が30年以上も放置されたままなのだ」として、中国政府の対応を激しく批判している。また、核実験場は最も近い居住エリアから10キロしか離れていなかったとも指摘されている。
ウイグル人の悪性腫瘍の発生率が、中国の他の地域の漢人と比べて、35%も高くなっており、漢人であってもウイグル自治区に30年以上滞在しているものは、ウイグル人と同じ発生率となっている。また、先天性異常のために歩くことも話すこともできない障害児ばかりが生まれる地域もある。
中国による同地区核実験についてはイギリスBBCが1998年8月に隠し撮りによるドキュメンタリー「死のシルクロード」(27分)を報道し、この作品はローリー・ペック賞を受賞している。アニワル医師も同作品に同行している。

## チベット地区における放射性廃棄物処理施設
中国はチベット地域にチベット側に合意をととらず秘密裏に核廃棄物処理場や核ミサイル基地建設を進めてきていたことが近年明らかになっており(チベット亡命政府 1998, 7章)、中国側もこれらの施設の存在については現在は否定していない。
1984年には、中国は60億ドルでヨーロッパの原子炉の4千トンの放射性廃棄物をゴビ砂漠に保管している。
中国は1991年4月、チベットにおける核兵器の配備と核廃棄物により核汚染が広がっているという主張に対し「全く根拠のない話」としたが、チベットへの核廃棄物投棄を認めている。中国核国営公社（China National Nuclear Corporation）のユー・ディーリャンは「中国は、89年から93年まで、多大な費用をかけ、閉鎖された核兵器基地の環境状況の厳重管理にあたった」と述べている。
チベット人医師タシ・ドルマの報告によると、1993年の時点でリシュイ（Reshui）とガンズィ（Ganzihe）近辺で病気の発生率が異常に高く、第9学会付近で放牧していた遊牧民の子供たちのうち7人がガンで死亡した。
- 同1993年、中国は甘粛省西側の乾燥地帯に初の放射性廃棄物投棄センター建設をはじめ、さらに中国南部、南西部、東部に建設計画中であった[58]。廃棄物の地層処分は現在、国際的に深層処分が主流であるが、中国政府は浅層処分で 「充分に安全」としている。高レベル放射性廃棄物（HLW）用地について、チベットは北京からも離れているため「核廃棄物を投棄するには最適」ともされる(チベット亡命政府 1998, 7章)。
- 1995年7月、中国政府は、海北チベット族自治州のココノール湖附近に「20平方メートルに及ぶ放射性汚染物質用のごみ捨て場」があり、「軍の核施設（第九学会）により廃棄物は出たが、安全性は30年間完全に保たれ、環境への悪影響、基地で被爆者が出たことはない」と公式に発表した[59]。しかし、核廃棄物が当初の保管の仕方、また現在の管理の仕方、および危険性の調査について詳細は公表されていない。
- 1997年、中国は台湾の核専門家に対し「台湾で累積される放射性廃棄物の投棄場を提供する。6万バレルの核廃棄物を引き取る」と申し出たが、台湾は断っている[60]。